# Eclipse lunar de 31 de janeiro de 2018
| Eclipse lunar total 31 de janeiro de 2018 | Eclipse lunar total 31 de janeiro de 2018 |
| --- | ----------------------------------------- |
| Eclipse total visto da Califórnia, EUA |                                           |
| A Lua cruzando dentro da metade sul do cone de sombra da Terra, de oeste para leste (da direita para a esquerda), com o disco lunar avermelhado durante a totalidade. |                                           |
| Gamma | −0.3014                                   |
| Saros (e membro) | 124 (49 de 74)                            |
| Sequência de eclipses lunares |                                           |
| Anterior | 7 de agosto de 2017                       |
| Próximo | 27 de julho de 2018                       |
| Duração (hr:mn:sc) |                                           |
| Total | 1:16:04                                   |
| Parcial | 3:22:44                                   |
| Penumbral | 5:17:12                                   |
| Fases e Horários do Eclipse (UTC) |                                           |
| P1 | 10:51:15                                  |
| U1 | 11:48:27                                  |
| U2 | 12:51:47                                  |
| Máximo | 13:29:50                                  |
| U3 | 14:07:51                                  |
| U4 | 15:11:11                                  |
| P4 | 16:08:27                                  |

O eclipse lunar de 31 de janeiro de 2018 foi um eclipse lunar total, o primeiro de dois eclipses totais do ano. Foi visível na Ásia, Austrália, Oceano Pacífico e oeste da América do Norte. Teve magnitude umbral de 1,3155 e penumbral de 2,2941. Sua duração (como eclipse total) foi de 76 minutos.
A Lua cruzou a metade sul da sombra da Terra, em nodo ascendente, dentro da constelação de Câncer. A região umbral cobriu toda a superfície lunar, deixando o disco avermelhado, com um leve brilho na extremidade sul, que estava próximo da borda externa da sombra. Os eclipses totais são popularmente conhecidos como Lua de Sangue ou Lua Vermelha.

## Superlua azul de sangue
Este eclipse total coincidiu com a última superlua de uma série de três; as duas anteriores foram em 3 de dezembro de 2017 e 1 de janeiro de 2018. O fenômeno ocorre quando a lua cheia coincide com o perigeu da Lua, o ponto de sua órbita elíptica mais próximo da Terra, com o disco lunar ficando um pouco maior e mais brilhante. O eclipse coincidiu ainda com a lua azul, nome popular dado à segunda lua cheia que ocorre num mesmo mês, com uma no início e outra no fim do mês. Dessa maneira, o evento dos três fenômenos ocorrendo simultaneamente foi chamado, pela NASA, de Superlua Azul de Sangue. O último fenômeno deste tipo ocorreu em dezembro de 1982, embora em algumas partes do mundo a última Superlua Azul de Sangue visível tenha ocorrido em 31 de março de 1866.

## Descrição
Durante a totalidade, a Lua adquire tonalidade avermelhada devido à refração dos raios de luz solar pela atmosfera terrestre, absorvendo quase todos os raios de cor, restando apenas o raio de cor vermelha, que é desviado para a direção lunar. Esse fenômeno, chamado de dispersão de Rayleigh, é o mesmo que torna o pôr do sol avermelhado. A intensidade e magnitude da escuridão vermelha do eclipse pode variar de acordo com condições atmosféricas.
Abaixo está uma animação mostrando as etapas do eclipse, através da esfera celeste, desde o momento em que a Lua toca a penumbra, mergulhando inteiramente no cone de sombra, até a sua saída total pela outra extremidade penumbral. Na simulação, é possível notar que a porção norte da Lua está mais próxima do centro do cone de sombra, e portanto, mais avermelhada e escura que o resto da superfície.

## Visibilidade
O eclipse foi visível sobre o Pacífico, Ártico, Austrália, Nova Zelândia, Ásia, América do Norte e no Oriente Médio.
| Simulação da Terra vista da Lua durante o máximo da totalidade - 13h30 UTC. A parte noroeste do Pacífico obteve a melhor observação do meio do eclipse, de onde foi visível à meia-noite. |
| Mapa de visibilidade do eclipse |

## Série Saros
Este eclipse pertenceu ao ciclo lunar Saros 124, sendo membro de número 49, num total de 74 eclipses na série. O eclipse anterior da série foi o eclipse total de 21 de janeiro de 2000, e o próximo será o eclipse total de 11 de fevereiro de 2036, o qual coincidirá também com a Superlua, mas não com a Lua Azul.

## Galeria
Fase total ou próxima da totalidade:

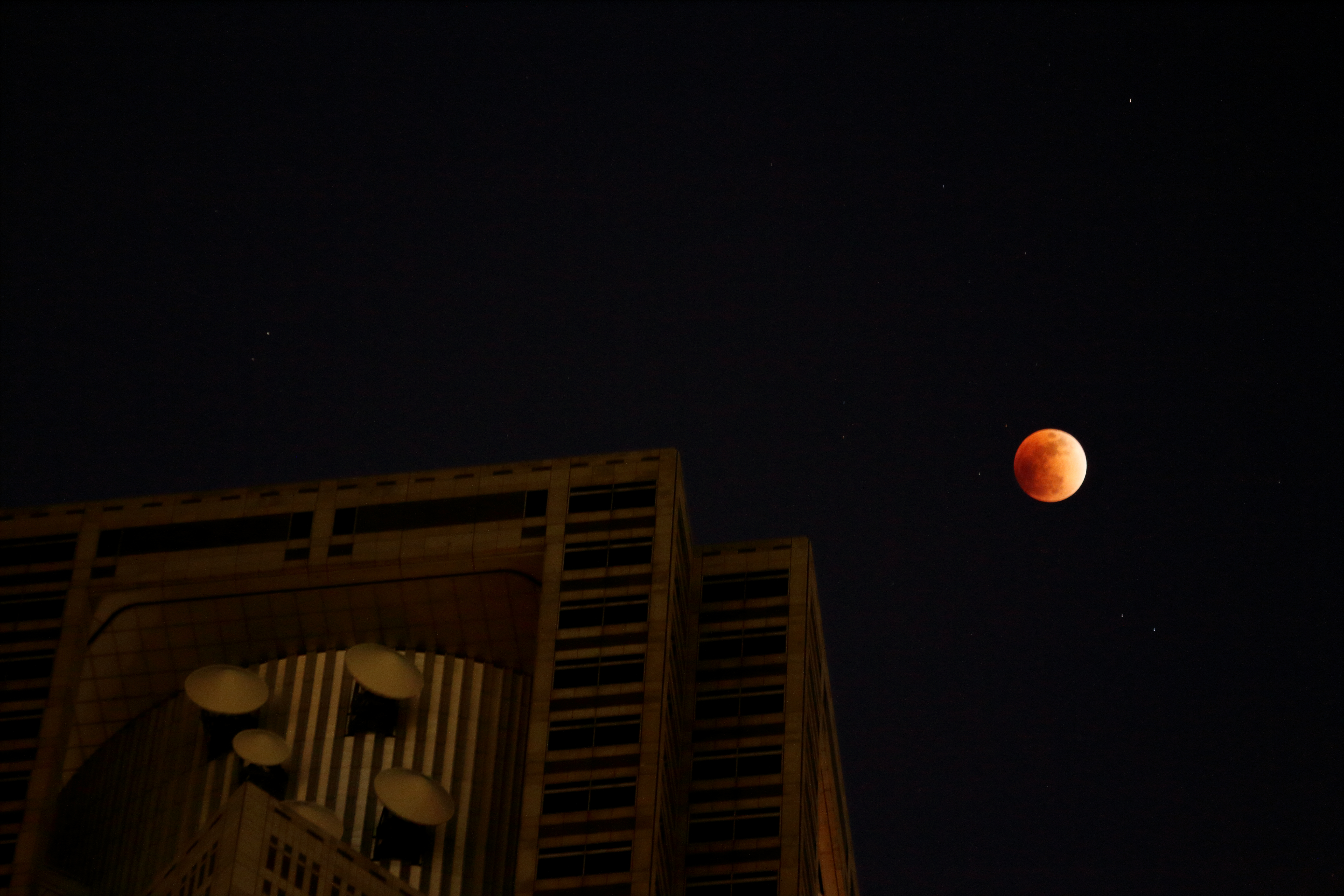
Tóquio, Japão
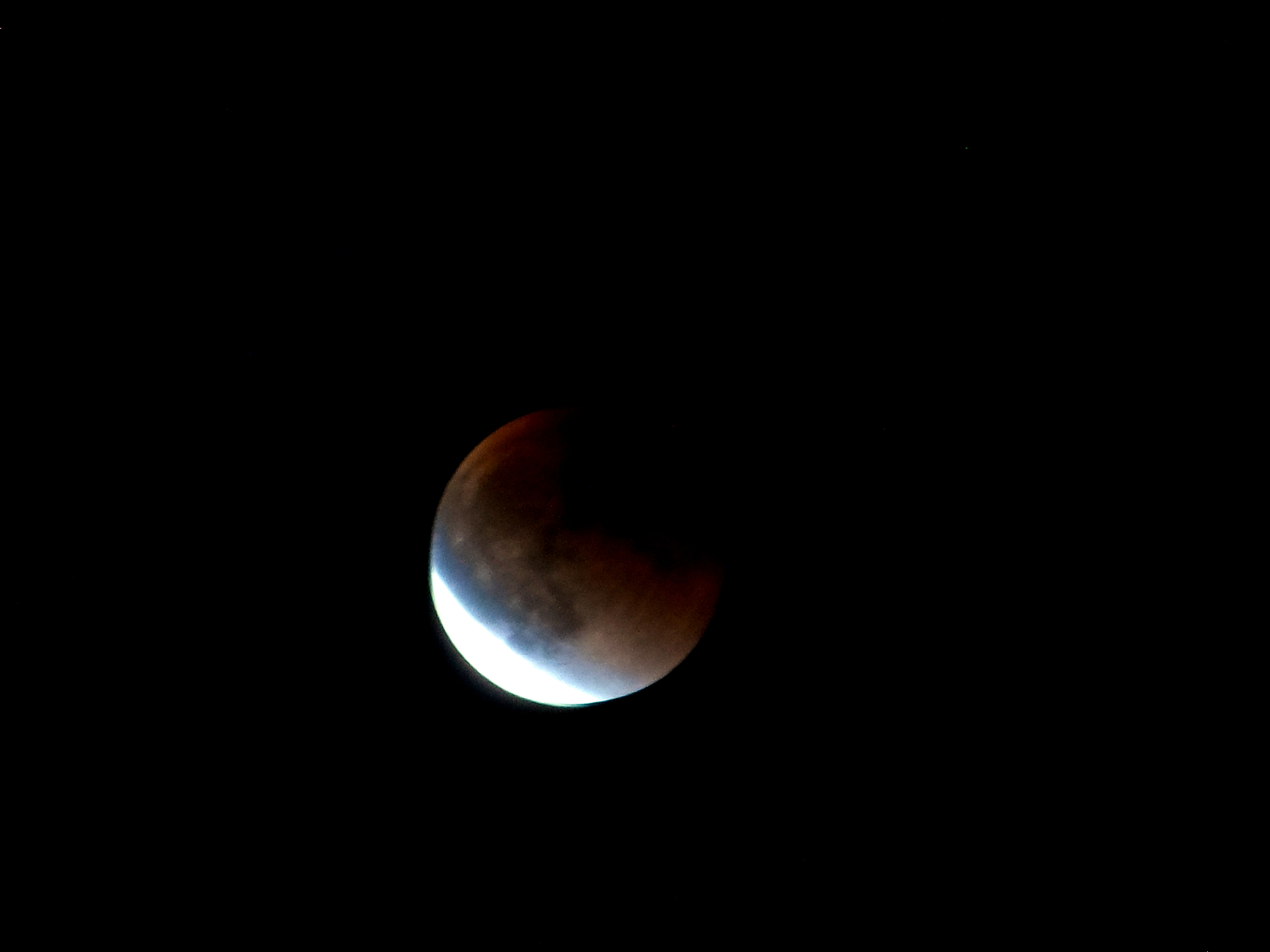
George Town, Penang, Malásia 22h16 MST (UTC+8)
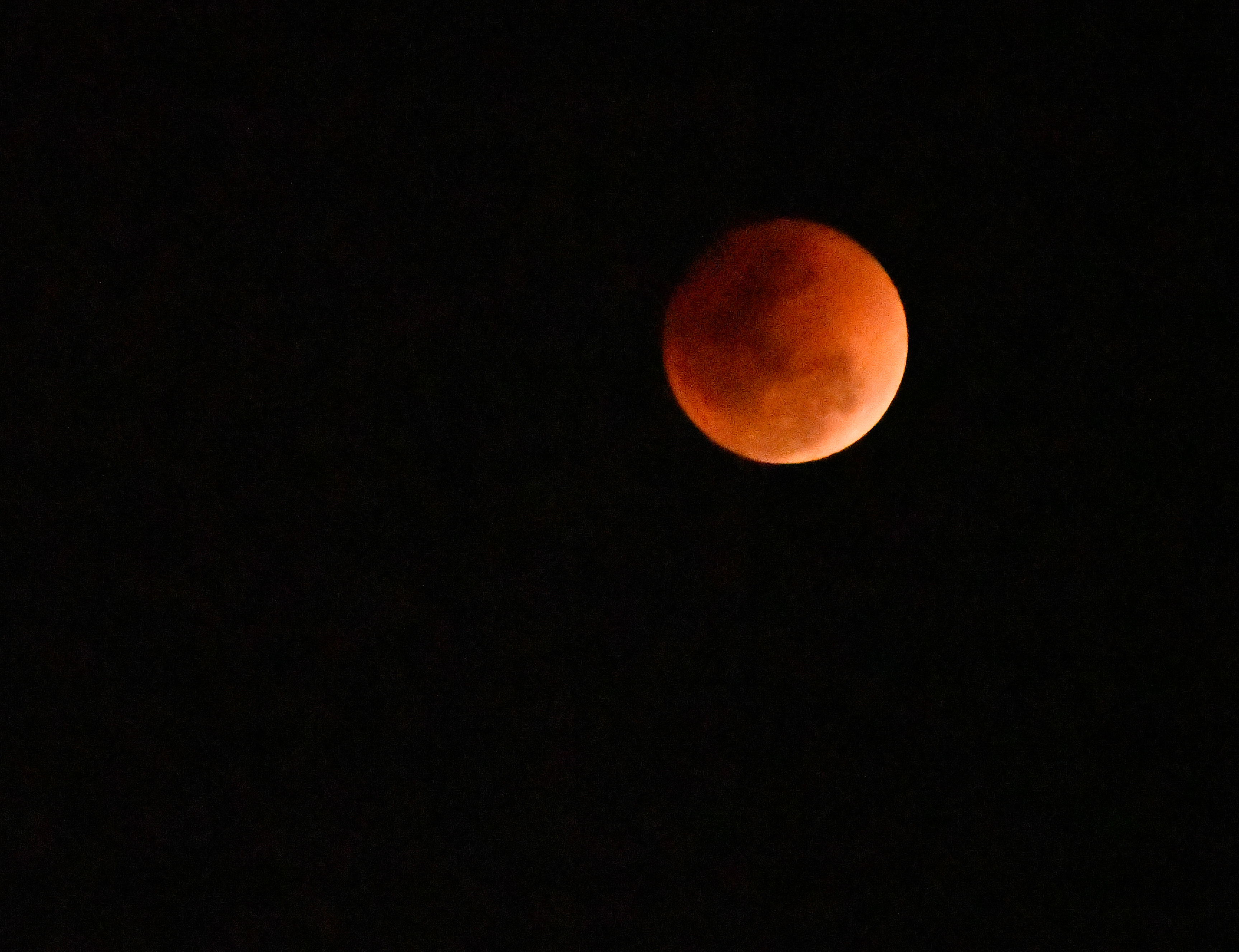
Kerala, Índia
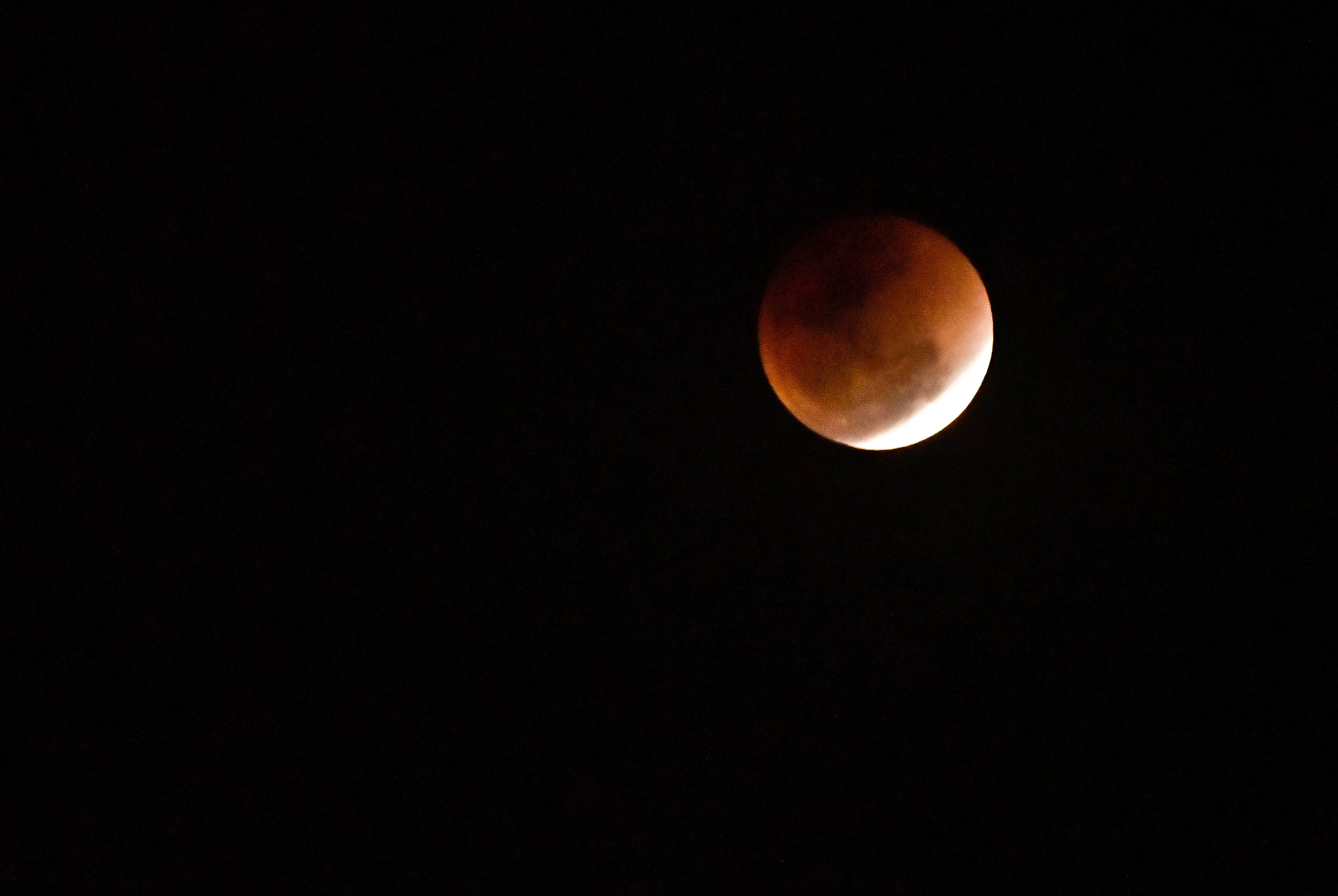
Kerala, Índia
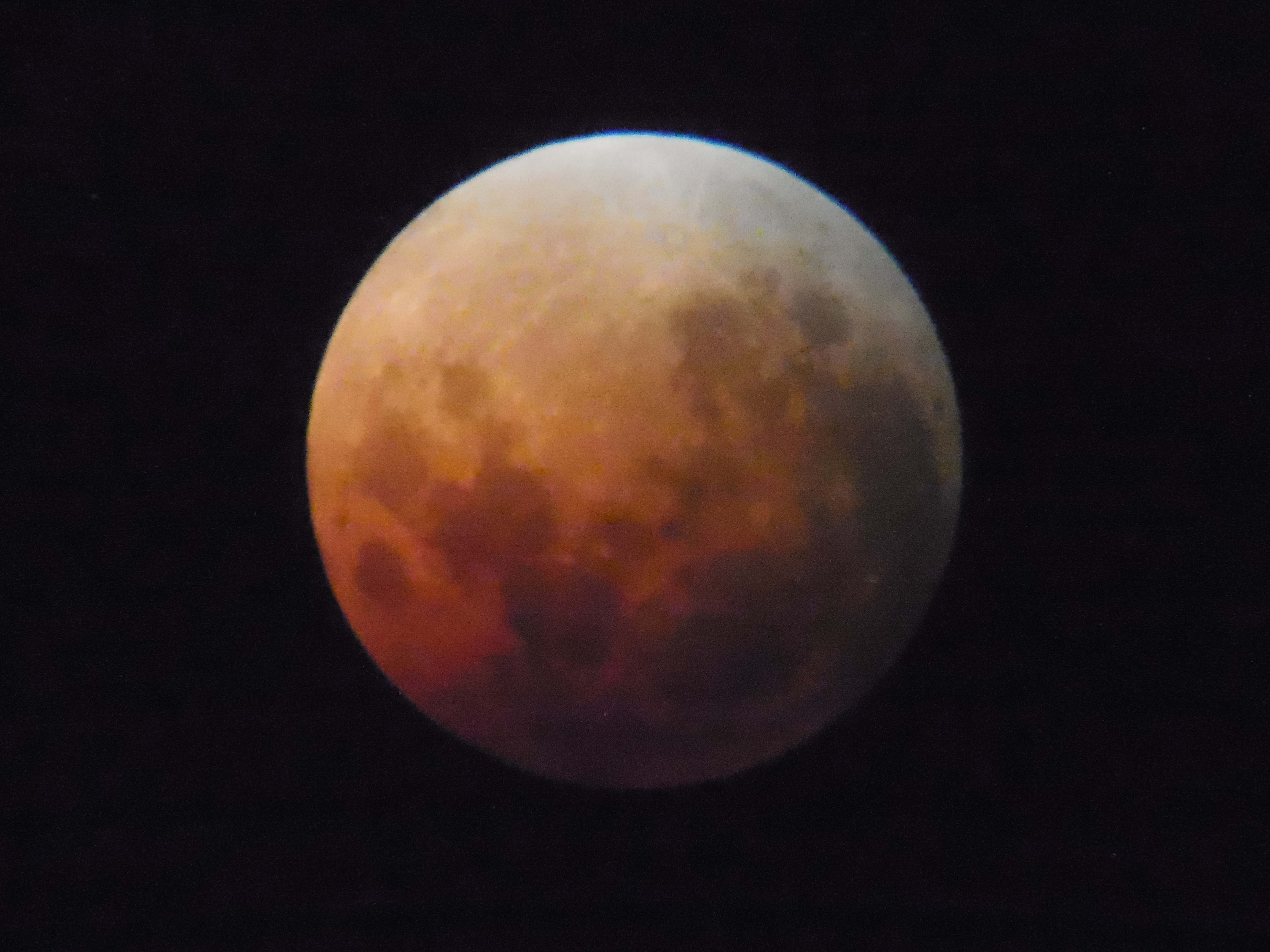
Victoria, Austrália, 00h44 (UTC+11)
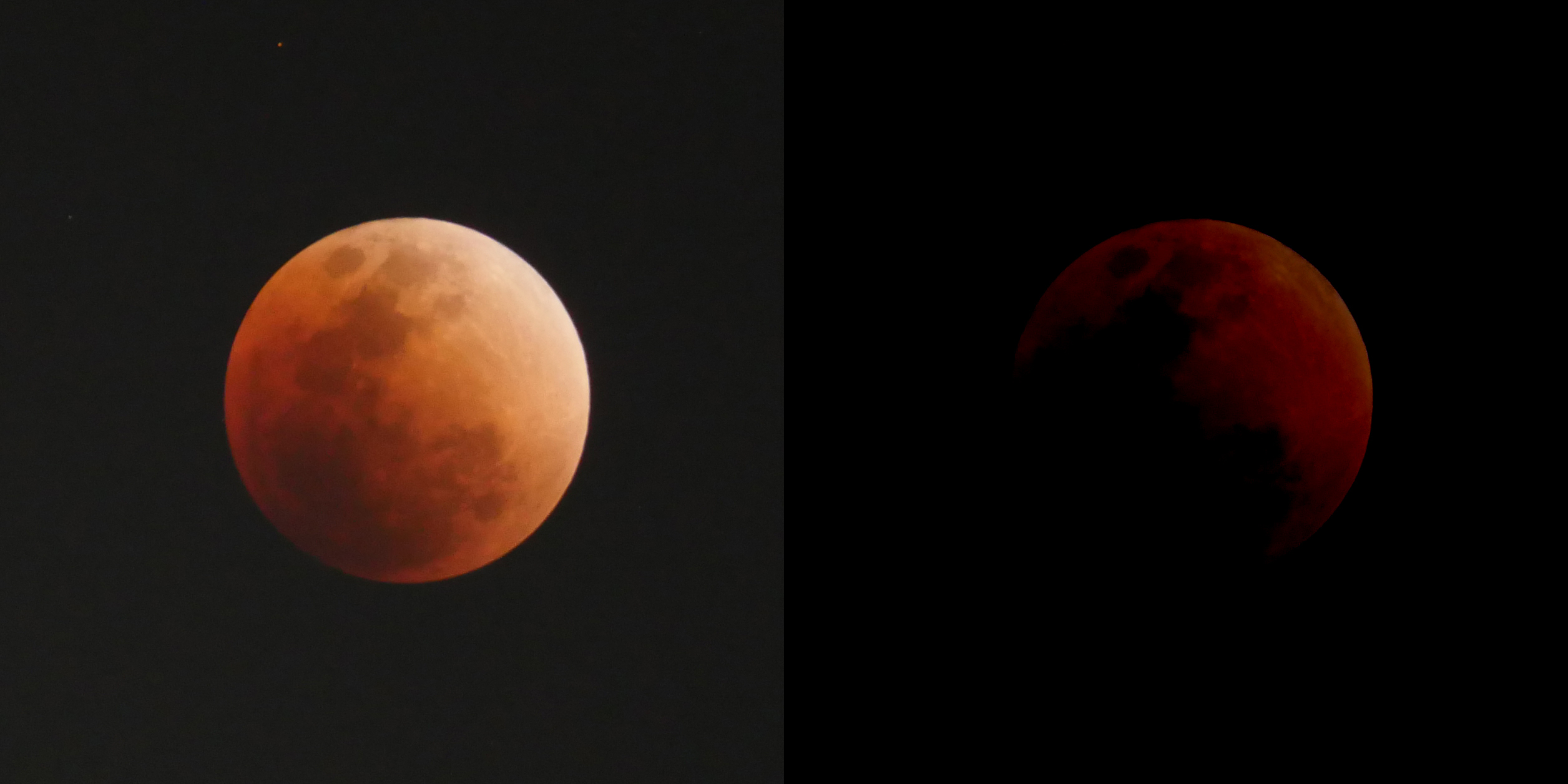
Chiang Mai, Tailândia 19h56 ICT. Duas visualizações: primeira, a registrada pela câmera, e segunda, de como os espectadores viram.
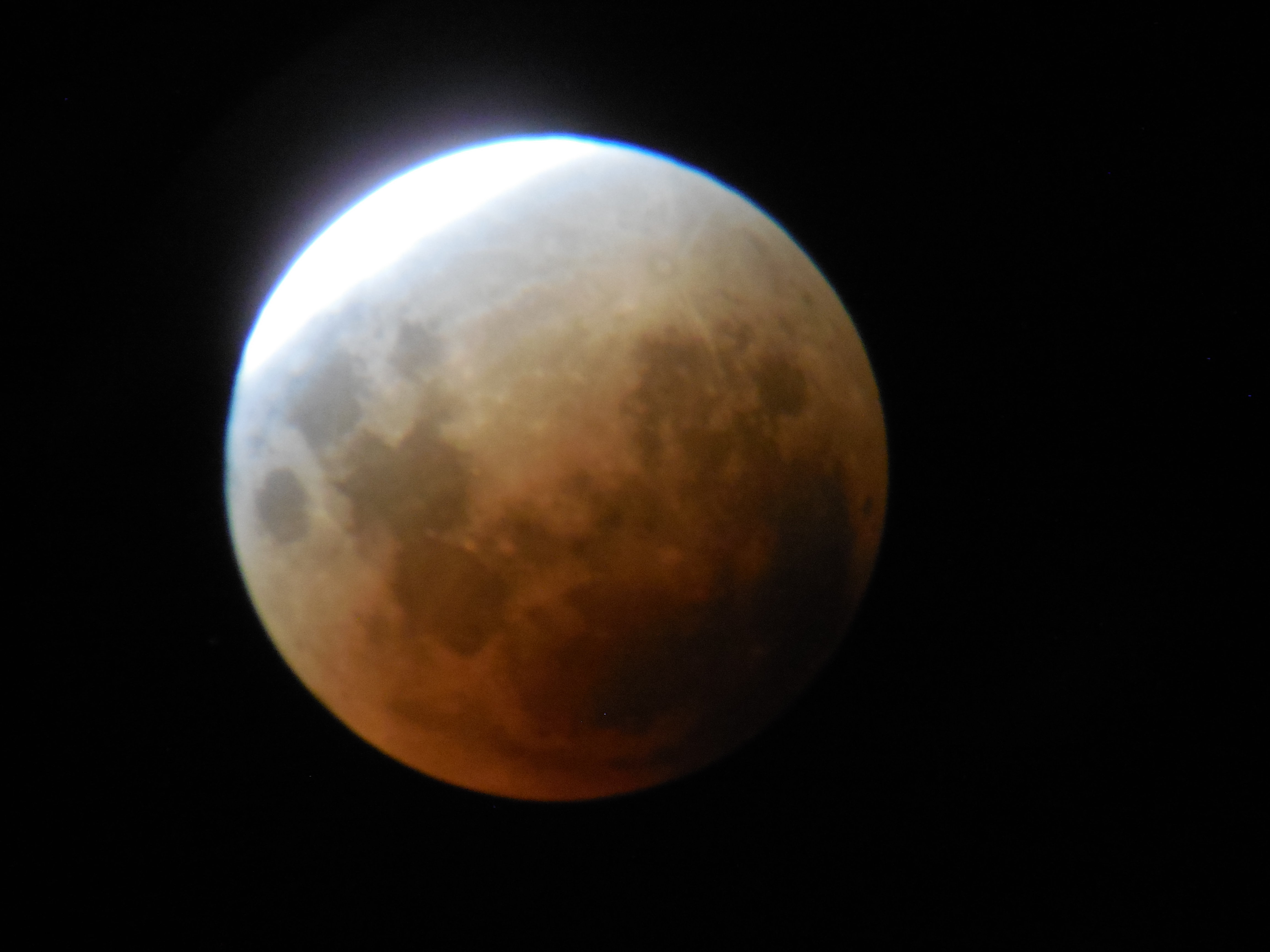
Victoria, Austrália 23h48 (UTC+11)
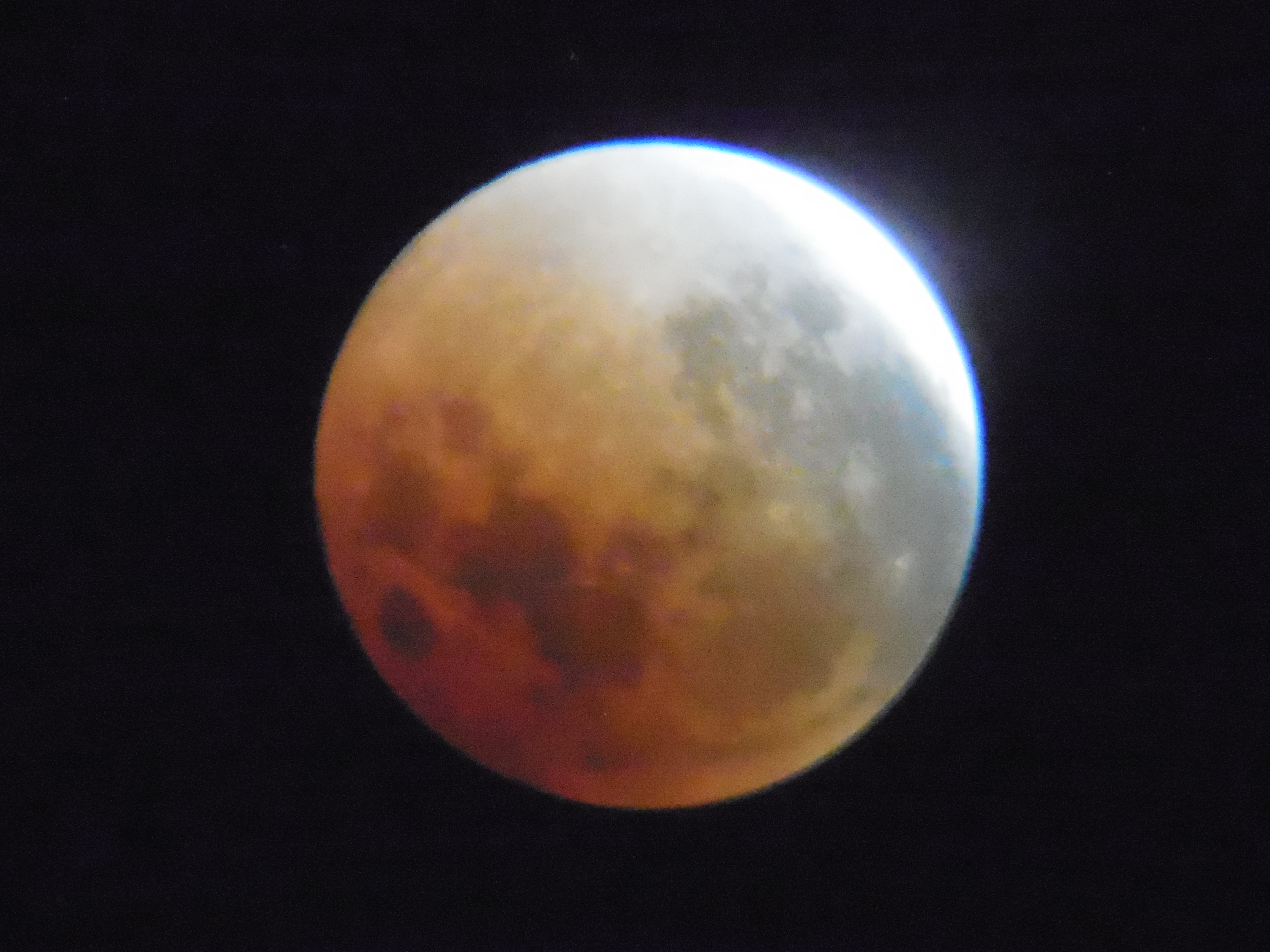
Victoria, Austrália, 01h14 (UTC+11)

Montagens das fases do eclipse:

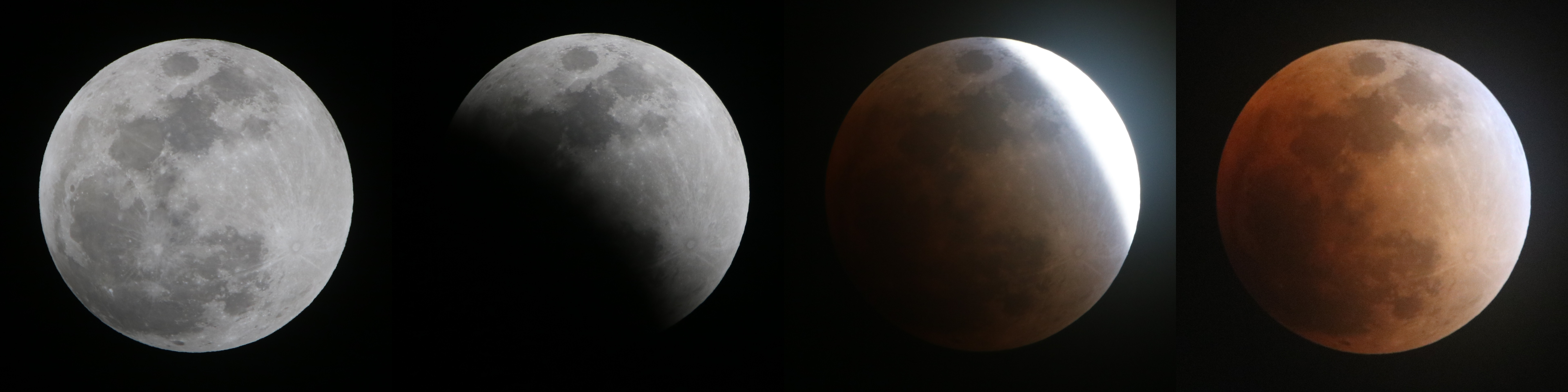
Montagem da evolução do eclipse, vista da Prefeitura de Aichi, no Japão 1. Lua Cheia(Superlua) 20h23(JST) 2. Eclipse lunar parcial 21h13(JST) 3. Eclipse lunar parcial 21h43(JST) 4. Eclipse lunar total (Lua de Sangue) 21h55(JST)

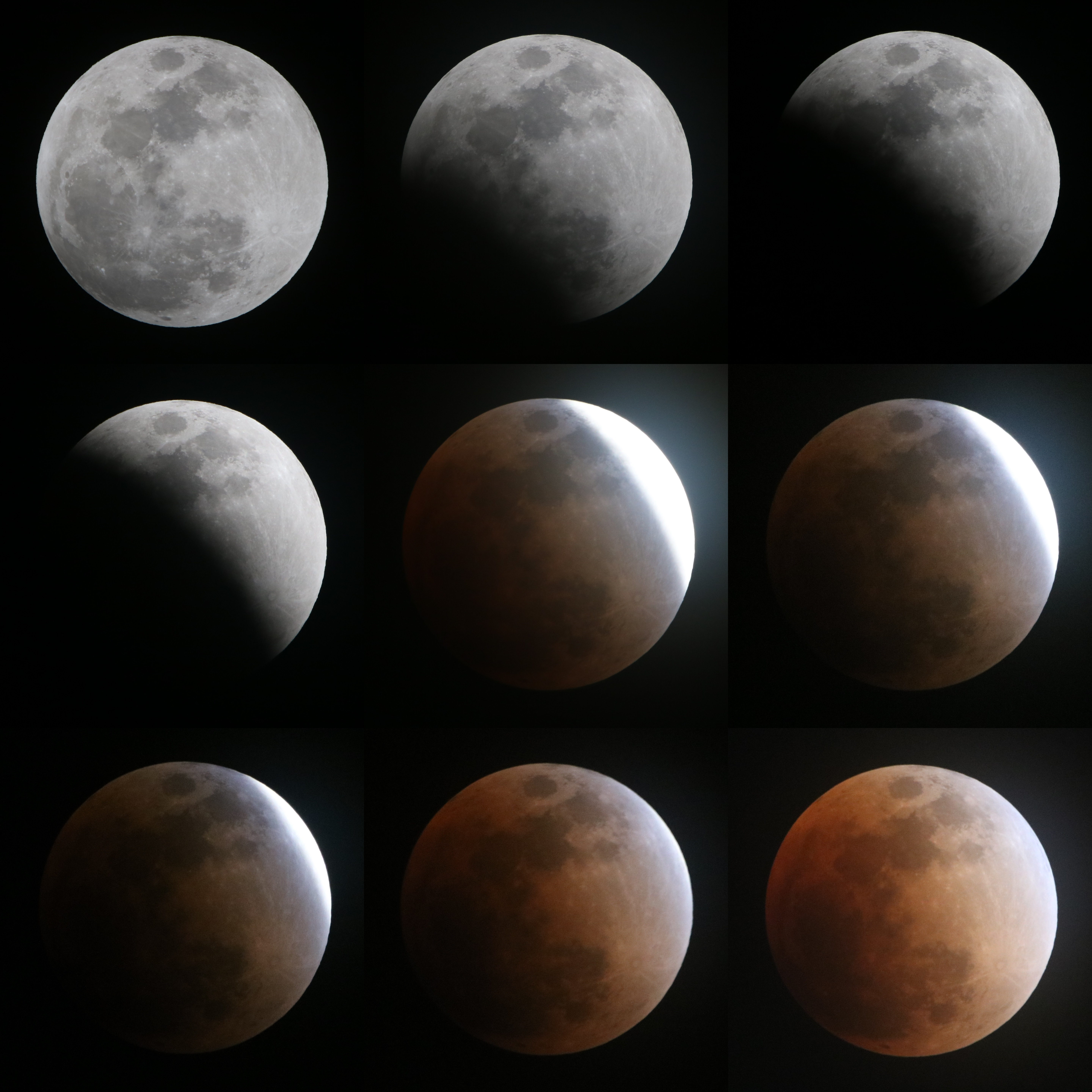
1ª montagem do Eclipse Total de 31 de janeiro de 2018
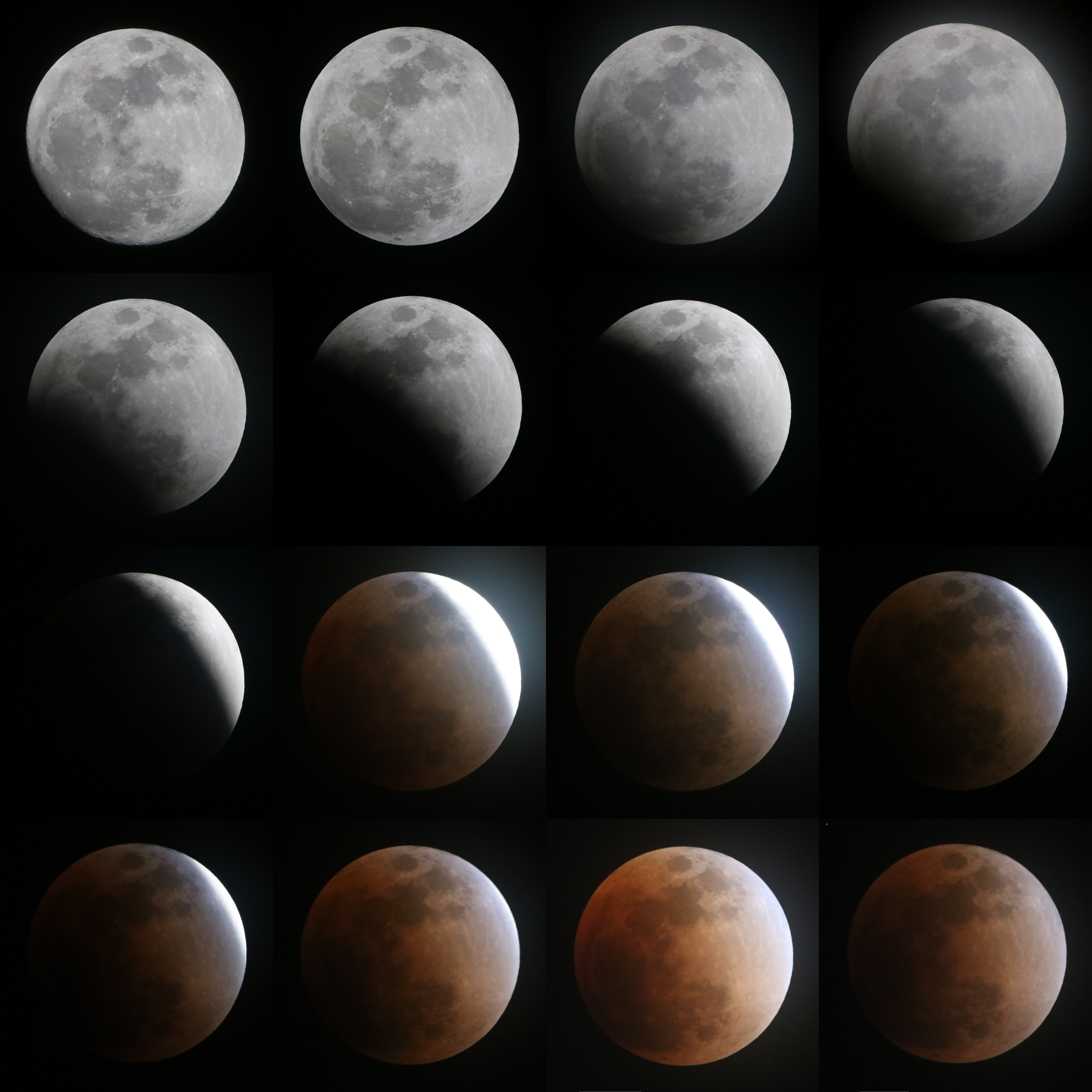
2ª montagem do eclipse

Fase parcial do eclipse:

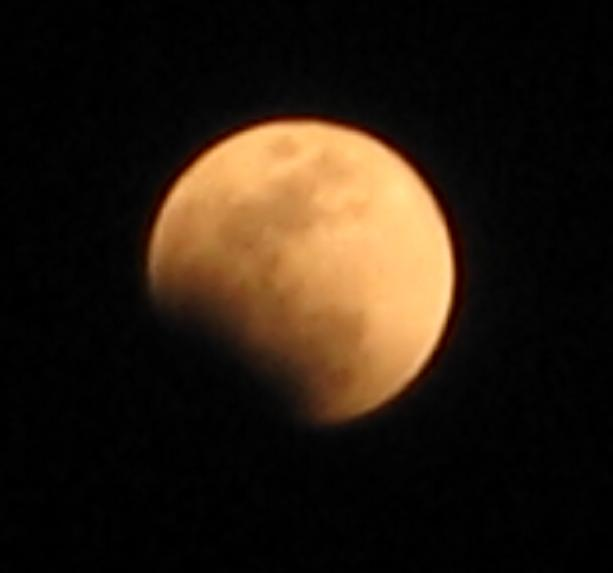
Nanjing, China, 11h56 UTC
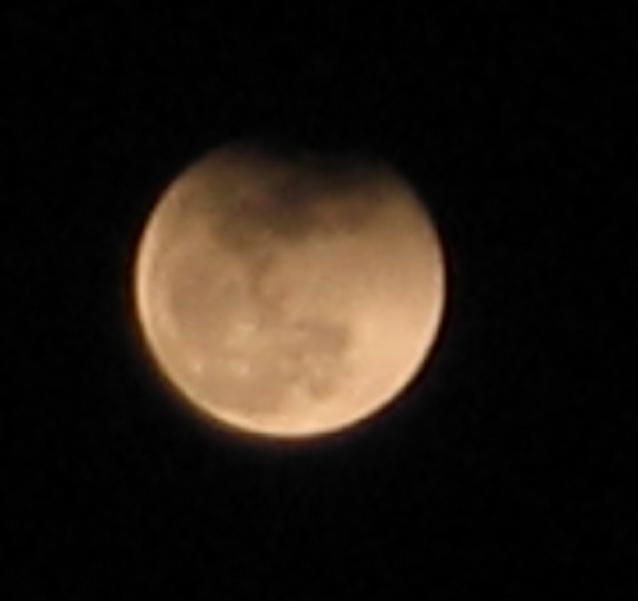
Nanjing, China, 15h10 UTC
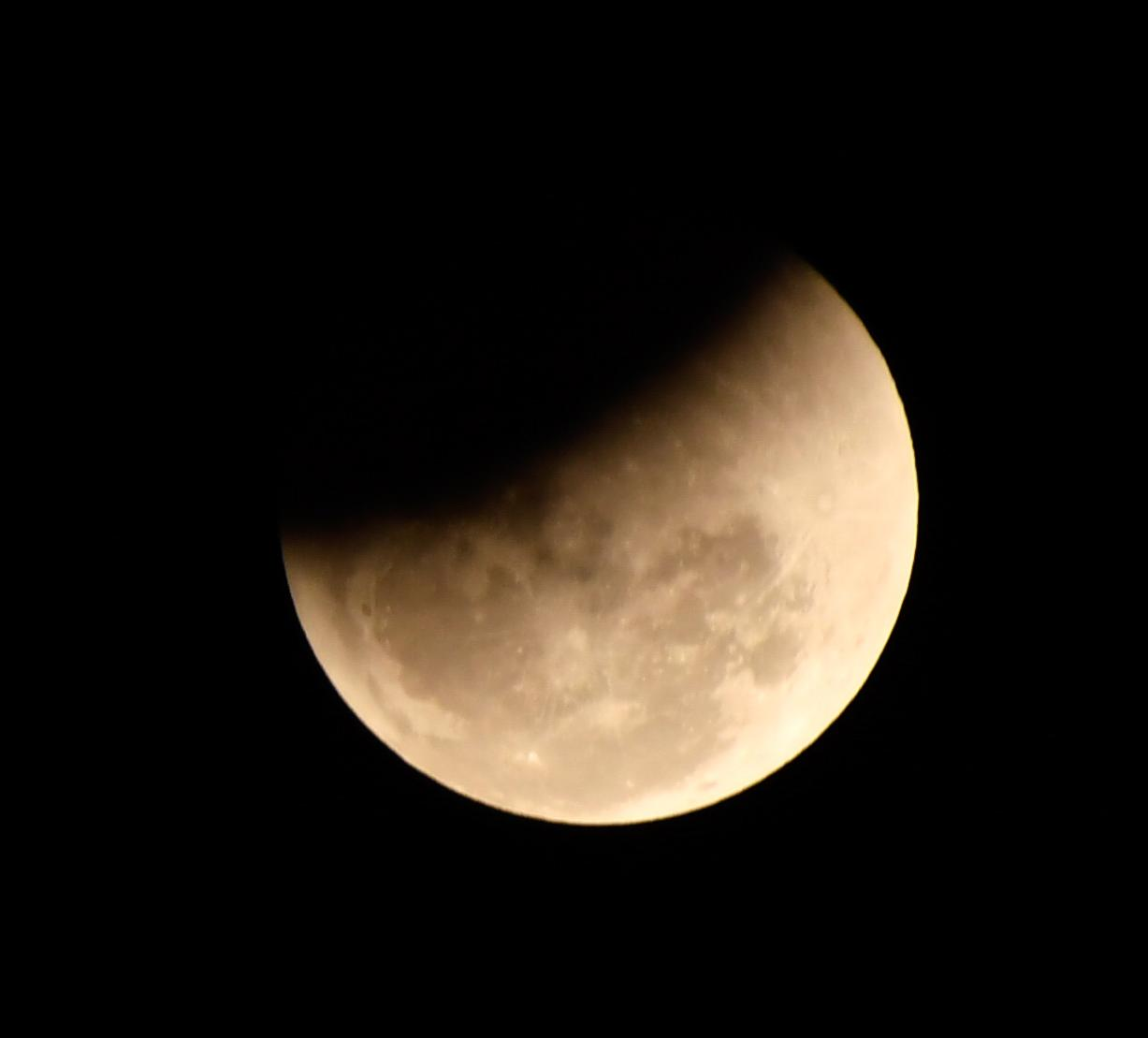
Kerala, Índia
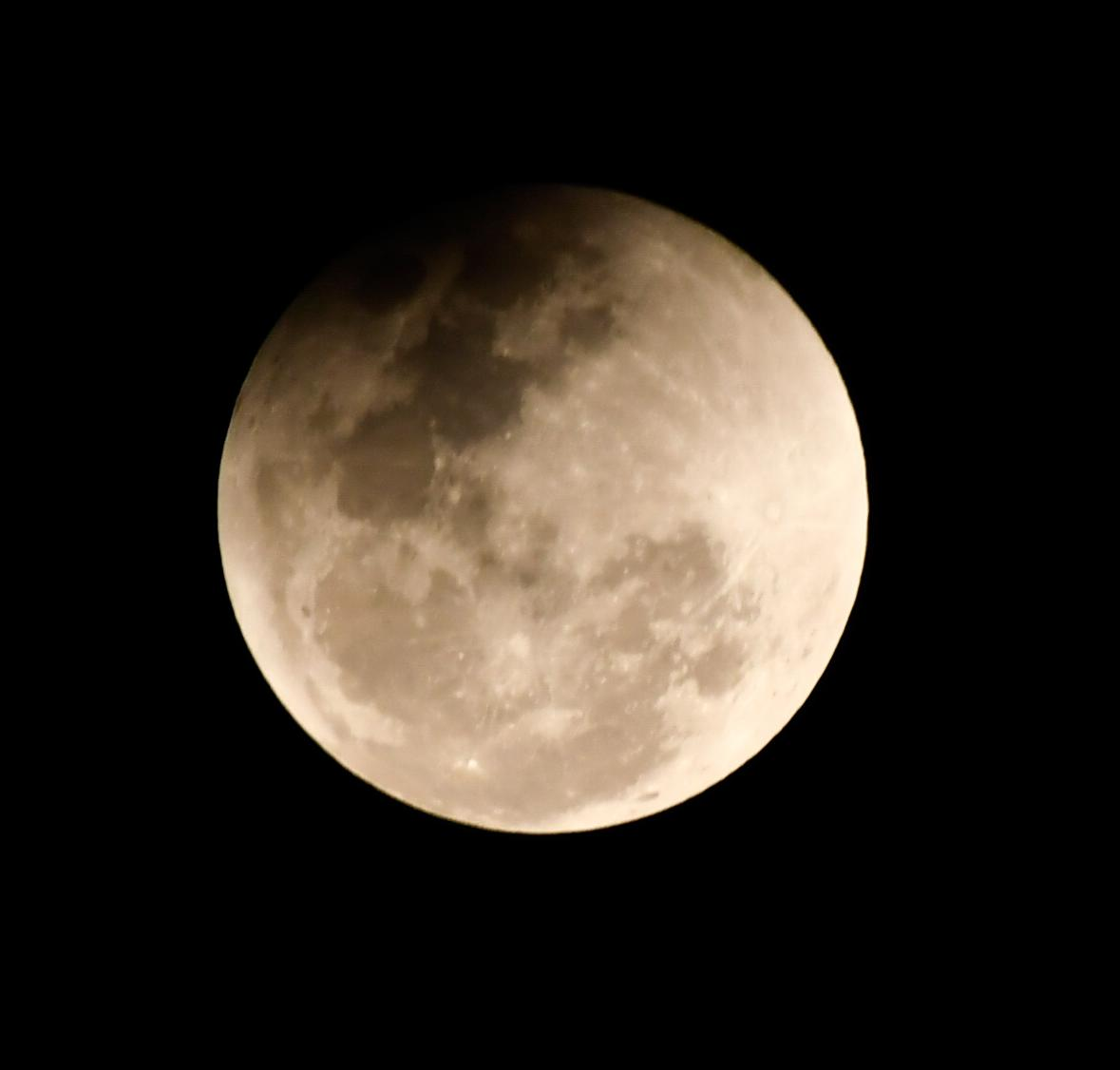
Kerala, Índia
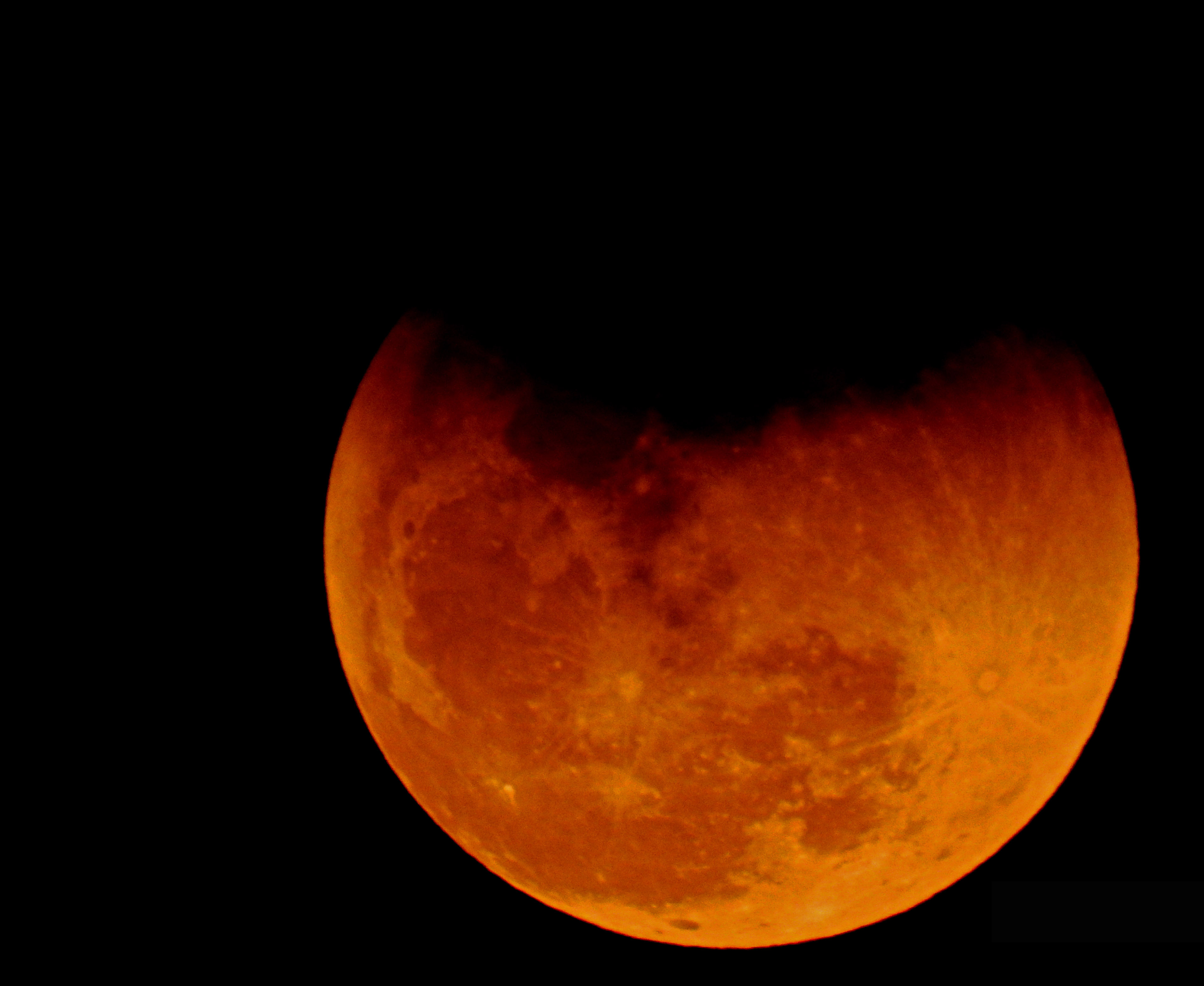
O nascer da Lua já eclipsada parcialmente, vista de Kuwait